# Rufí Aquil·les Sividi
Rufí Aquil·les Sividi (fl. 483–488) va ser un senador romà sota el govern d'Odoacre. Entre els seus germans hi havia Rufí Aquil·les Maeci Plàcid, i Anici Aquil·les Aginantí Faust.
A la inscripció del seu seient del Colosseu se'l anomena qüestor (potser quaestor sacri palatii). S'ha conservat el seu díptic consular, que registra la seva carrera posterior. Després del seu mandat com a qüestor, Sividi va ser nomenat praefectus urbi de Roma i després patrici. El 488 va ser cònsol posterior amb Claudi Ecclessi, ambdós nomenats per la cort d'Odoacre, i praefectus urbi per segona vegada.